# Halocynthia igaboja
Halocynthia igaboja är en sjöpungsart som beskrevs av Asajiro Oka 1906. Halocynthia igaboja ingår i släktet Halocynthia och familjen lädermantlade sjöpungar. Inga underarter finns listade i Catalogue of Life.